# Amália do Palatinado
Amália do Palatinado (em alemão:  Amalie von der Pfalz; Heidelberg, 25 de julho de 1490 — Estetino, 6 de janeiro de 1524) foi condessa palatina de Simmern por nascimento e duquesa consorte da Pomerânia como a primeira esposa de Jorge I da Pomerânia. 

## Família
Amália era filha de Filipe, Eleitor Palatino e de Margarida da Baviera-Landshut. Seus avós paternos eram Luís IV, Eleitor Palatino e Margarida de Saboia, Duquesa de Anjou. Seus avós maternos eram Luís IX da Baviera e Amália da Saxônia.
Amália teve treze irmãos. Alguns deles eram: Luís V, Eleitor Palatino, marido de Sibila da Baviera; Filipe do Palatinado, príncipe-bispo de Frisinga e Naumburgo; Roberto do Palatinado, bispo de Frisinga; Frederico II, Eleitor Palatino, marido de Doroteia da Dinamarca, Helena, esposa de Henrique V de Mecklemburgo, etc.

## Biografia

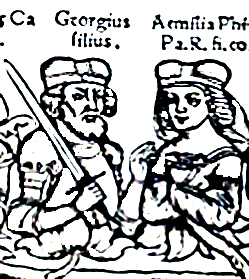
Representação de Amália e Jorge.

A condessa casou-se com o futuro duque Jorge I em 13 de junho de 1513. Ele era filho do duque Bogislau X da Pomerânia e da princesa Ana Jagelão, filha do rei Casimiro IV Jagelão da Polônia.
O casamento foi arranjado por Bogislau como uma tentativa de obter o apoio do Palatinado na sua disputa relacionada ao Eleitorado de Brandemburgo. Além deles, outra união foi arranjada com o mesmo propósito: a de sua irmã, Helena, com o primo de Jorge, o duque Henrique V de Mecklemburgo, que se casaram um dia antes, em 12 de junho.
Amália morreu em 6 de janeiro de 1524, aos 33 anos. Jorge faleceu em 10 de maio de 1531, quase sete anos depois, aos 38 anos de idade. Ambos foram enterrados na Igreja de Otão, em Estetino, na Pomerânia Ocidental.
Após sua morte, Jorge se casou pela segunda vez com Margarida de Brandemburgo, com quem teve apenas uma filha, Georgina.

## Descendência
O casal teve três filhos:
- Bogislau XI da Pomerânia (n. 21 de março de 1514), morreu jovem;
- Filipe I, Duque da Pomerânia (14 de julho de 1515 - 14 de fevereiro de 1560), sucessor do pai, foi marido de Maria da Saxônia, com quem teve dez filhos;
- Margarida da Pomerânia (maio de 1518 - 25 de junho de 1569), foi esposa do duque Ernesto III de Brunsvique-Grubenhagen, com quem teve uma filha.